# Lieråsen tunnel
Lieråsen tunnel er en norsk jernbanetunnel på Drammenbanen mellem Oslo og Drammen, der går mellem Asker Station i Asker kommune og Lier Station i Lier kommune. Den er 10.723 m lang. Tunnelen blev bygget fra 1963 med gennembrud 13. oktober 1971. Den blev åbnet for trafik 3. juni 1973, to dage efter den officielle indvielse. Den var Norges længste jernbanetunnel, indtil Romeriksporten blev åbnet i 1999. Anlæggelsen kostede 170 mio. NOK i 1971-priser.
Tunnelen betød en betydelig afkortning af Drammenbanen på strækningen mellem Asker og Drammen, der desuden fik dobbeltspor ved samme lejlighed. Rejsetiden mellem Drammen og Oslo blev sat ned fra 50 til 31 minutter. Den gamle enkeltsporede bane gik i en stor kurve via Spikkestad i Røyen kommune og Lierbyen i Lier kommune. Banen mellem Asker og Spikkestad, Spikkestadlinjen, blev bibeholdt til lokaltrafik efter åbningen af Lieråsen tunnel, mens banen mellem Spikkestad og Drammen blev nedlagt. Traceen benyttes nu som cykelsti fra Brakerøya, Lierbyen via Reistad til Gullaugkleiva, og der er planer om at forlængde den videre til Spikkestad ad den gamle trace.